# Skorpiovenator
Skorpiovenator bustingorryi
Genre
Espèce
Skorpiovenator est un genre éteint  de dinosaures théropodes de la famille des Abelisauridae qui vivait au début du Crétacé supérieur en actuelle Argentine, il y a environ 95 millions d'années.
L'espèce type et seule espèce, Skorpiovenator bustingorryi, est connue d'un unique squelette presque complet dont il manque seulement les membres antérieurs et la queue. Le spécimen a été retrouvé dans la partie inférieure de la formation de Huincul en Patagonie, datant du Cénomanien supérieur. Il aurait vécu aux côtés d'autres dinosaures carnivores comme le carcharodontosauridé Mapusaurus et un autre abélisauridé, Ilokelesia.

## Systématique
Le genre Skorpiovenator et l'espèce Skorpiovenator bustingorryi ont été décrits et nommés en 2009 (bien que le document fut publié en tant que publication avancée en ligne en 2008) par  
Juan Ignacio Canale (d), Agustín Scanferla (d), Federico Lisandro Agnolín (d) et Fernando Novas.
Les descripteurs ont défini les Brachyrostra comme le nom d'un nouveau clade auquel appartiendrait Skorpiovenator.

## Étymologie
Le nom générique, Skorpiovenator, dérive du grec et du latin et signifie "chasseur de scorpions" et ce en référence à l'abondance de scorpions sur le site de fouille.
L'épithète spécifique, bustingorryi, a été donnée en l'honneur de Manuel Bustingorry, le propriétaire de la ferme où le spécimen a été trouvé. 

## Description

Skorpiovenator comparé à la taille d'un humain.

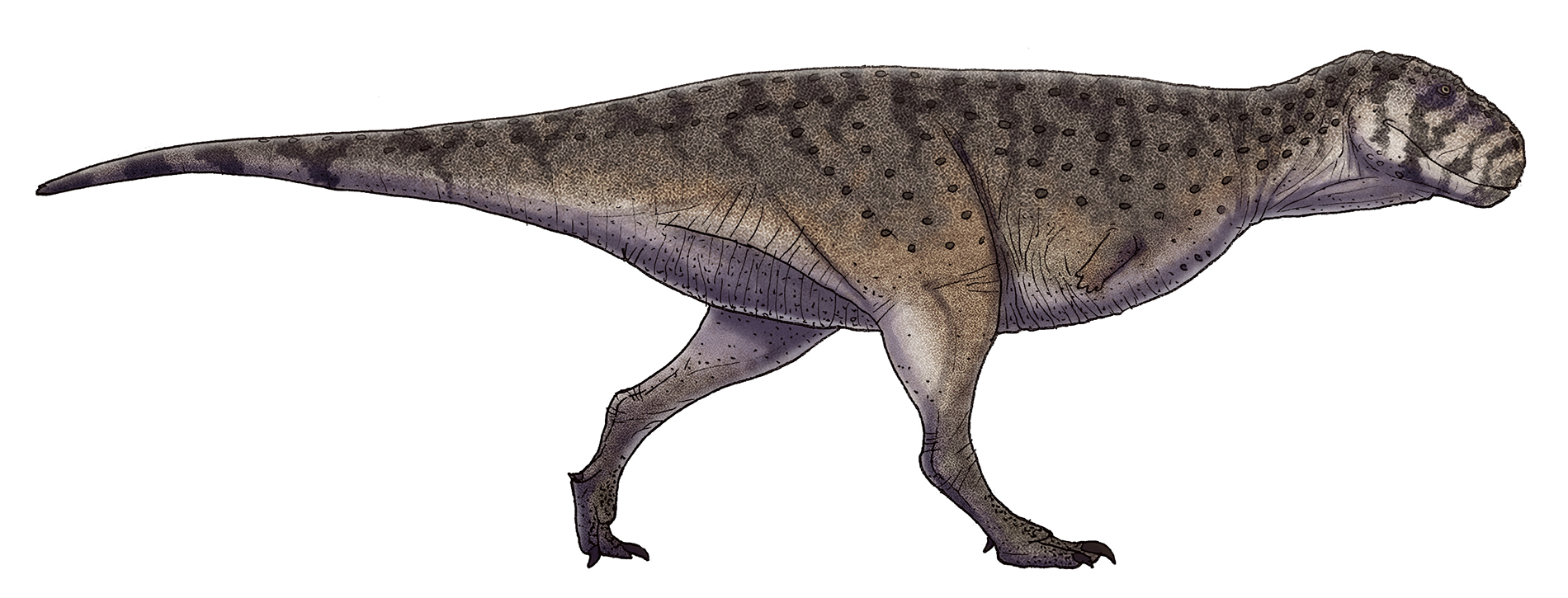
Reconstitution de Skorpiovenator bustingorryi.

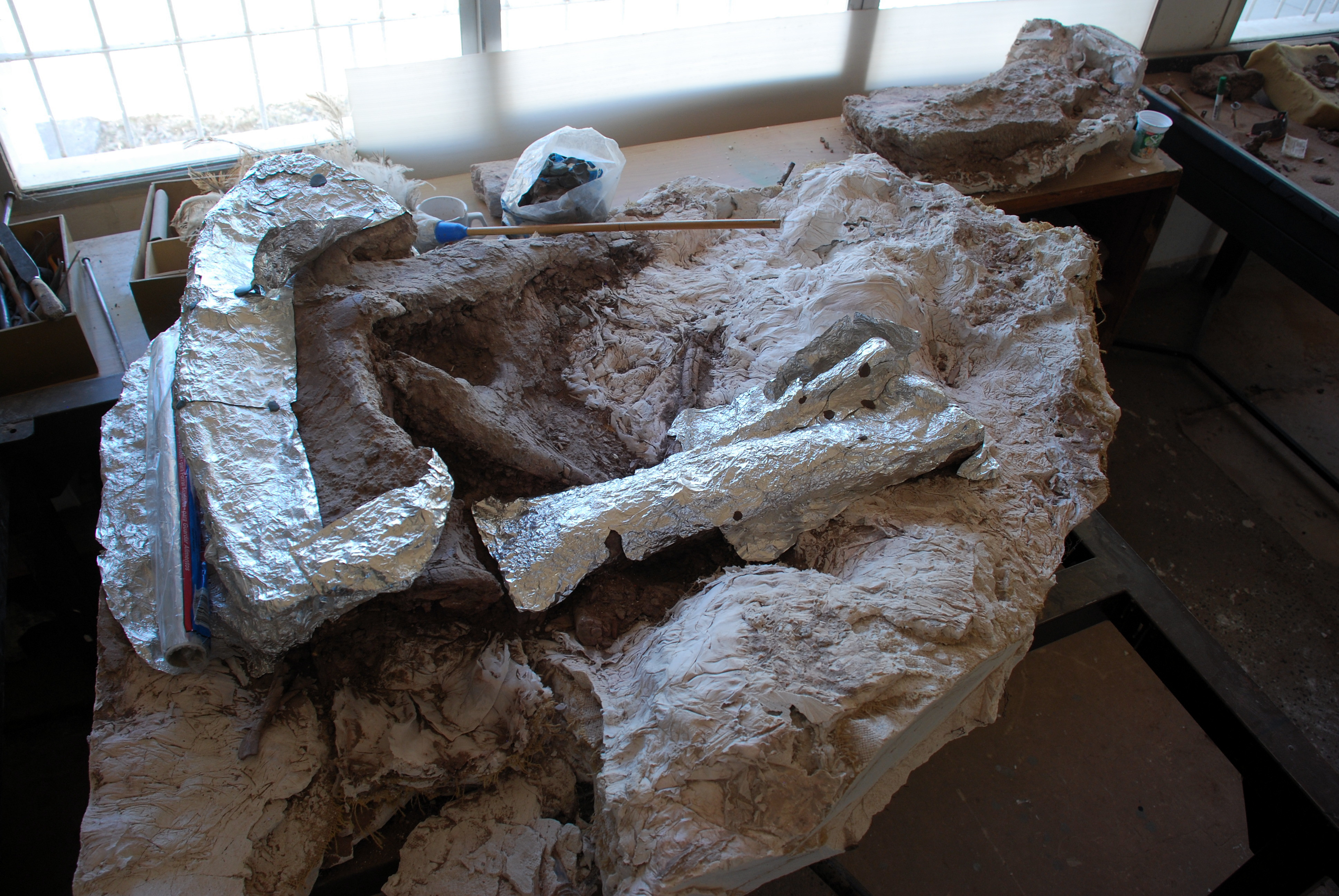
Fossiles de Skorpiovenator en cours de préparation.

### Taille
La taille de Skorpiovenator a fait l'objet d'évaluations diverses :
- ses inventeurs, J. I. Canale et al. en 2009, l'estimaient à 6 mètres de long, 2,3 mètres de haut, pour un poids d'une tonne ;
- G. S. Paul en 2010  évalue sa taille à 7,50 mètres de long[2] ;
- cette dernière hypothèse est rejetée en 2016 dans une étude spécifique sur la taille des abélisauridés réalisée par O. N. Grillo et R. Delcourt[3] qui valident la taille initiale de 6 mètres de long.

### Corps
Skorpiovenator possédait des bras très courts, paraissant presque inutiles. Ses jambes sont par contre très fortes avec de puissantes cuisses et des tibias solides sur lesquels son grand corps était bien équilibré.

### Crâne
Le crâne de l'animal était court et massif, couvert de crêtes, de sillons, de tubercules et de nodules répartis sur la tête comme sur celles de la plupart des théropodes abélisauridés. Le museau de l'animal devait être redressé comme celui de Carnotaurus.
Ses mâchoires élancées abritaient des rangées de dents tranchantes. La puissance des mâchoires de Skorpiovenator ne semblent pas cependant avoir été aussi importante que celles d'autres abélisauridés. Il a été envisagé qu'il pouvait utiliser son crâne comme une masse, en le projetant vers l'avant avec sa mâchoire ouverte pour pouvoir causer des blessures sérieuses à ses proies.

## Publication originale
- (en) Juan I. Canale, Carlos A. Scanferla, Federico L. Agnolin et Fernando E. Novas, « New carnivorous dinosaur from the Late Cretaceous of NW Patagonia and the evolution of abelisaurid theropods », Naturwissenschaften, Springer Science+Business Media, vol. 96, no 3,‎ mars 2009, p. 409-414 (ISSN 0028-1042 et 1432-1904, OCLC 01759509, PMID 19057888, DOI 10.1007/S00114-008-0487-4, lire en ligne).